# Geranium moupinense
Geranium moupinense är en näveväxtart som beskrevs av Adrien René Franchet. Geranium moupinense ingår i släktet nävor, och familjen näveväxter. Inga underarter finns listade i Catalogue of Life.